# قسطنطين لاسكاريس
قسطنطين لاسكاريس (Greek Κωνσταντίνος Λάσκαρης) كان الإمبراطور البيزنطي لبضعة أشهر من 1204 إلى أوائل 1205. يطلق عليه أحيانًا "قسطنطين الحادي عشر"، وهو الرقم الذي يحتفظ به قسطنطين باليولوجوس.